# هاگ

هاگ‌ها در یک چرخه هاگی تولید می‌شوند.

هاگ (انگلیسی: spore) در زیست‌شناسی و باکتری‌شناسی ساختاری تولیدمثلی است که برای پراکنش نسل آن موجود و بقا در شرایط سخت برای مدت‌های مدید سازگار شده‌است.
در باکتری‌ها، هاگ بخشی از چرخه جنسی نیست، بلکه ساختار مقاومی است که برای بقا در شرایط سخت مورد استفاده قرار می‌گیرد.
هاگ در چرخه زندگی بسیاری از گیاهان، جلبک‌ها، قارچ‌ها، و برخی پروتوزوآ و باکتری‌های گرم‌مثبت وجود دارد.

## در سرخس‌ها
به‌طور کلی، هاگ‌ها ساختار پیشگام در سرخس‌ها هستند. این ساختار طی فرایندی به نام هاگ‌زایی (به انگلیسی: Sporogenesis)، از طریق تقسیم میوز و کاهش کروموزومی در اندامی به نام هاگدان تولید هاگ می‌نماید. هاگدان‌ها معمولاً به‌صورت تجمعی در پشت برگ دیده می‌شوند که این اجتماع خوشه‌هاگی (sori) خوانده می‌شود. سور توسط ساختاری به نام هاگینه‌پوش (indusium) محافظت می‌شود.
هاگ دارای دیوارهای دولایه است که لایه خارجی، بیرونه (exine) و لایه داخلی، درونه (intine) نام دارد. بیرونه دارای دو لایه است که خارجی‌ترین اکتین یا sexine-syn و داخلی‌ترین انتین یا nesine-syn نام دارد. لایه خارجی بیرونه یا اکتین دارای تزئینات مختلفی است که این تزئینات مربوط به برآمدگی اکتین می‌باشد. این الگو نقش مهمی در علم تاکسونومی دارد. به‌طور کلی هفت نوع متداول تزئینات هاگ برای سرخس‌ها در نظر گرفته شده است که عبارتند از: دانه‌ای و زبر، خاردار، زگیل‌مانند، انگشتی، میله‌ای، کیسه‌ای و تاول‌دار، نقطه‌ای و لکه‌دار.

## نگارخانه

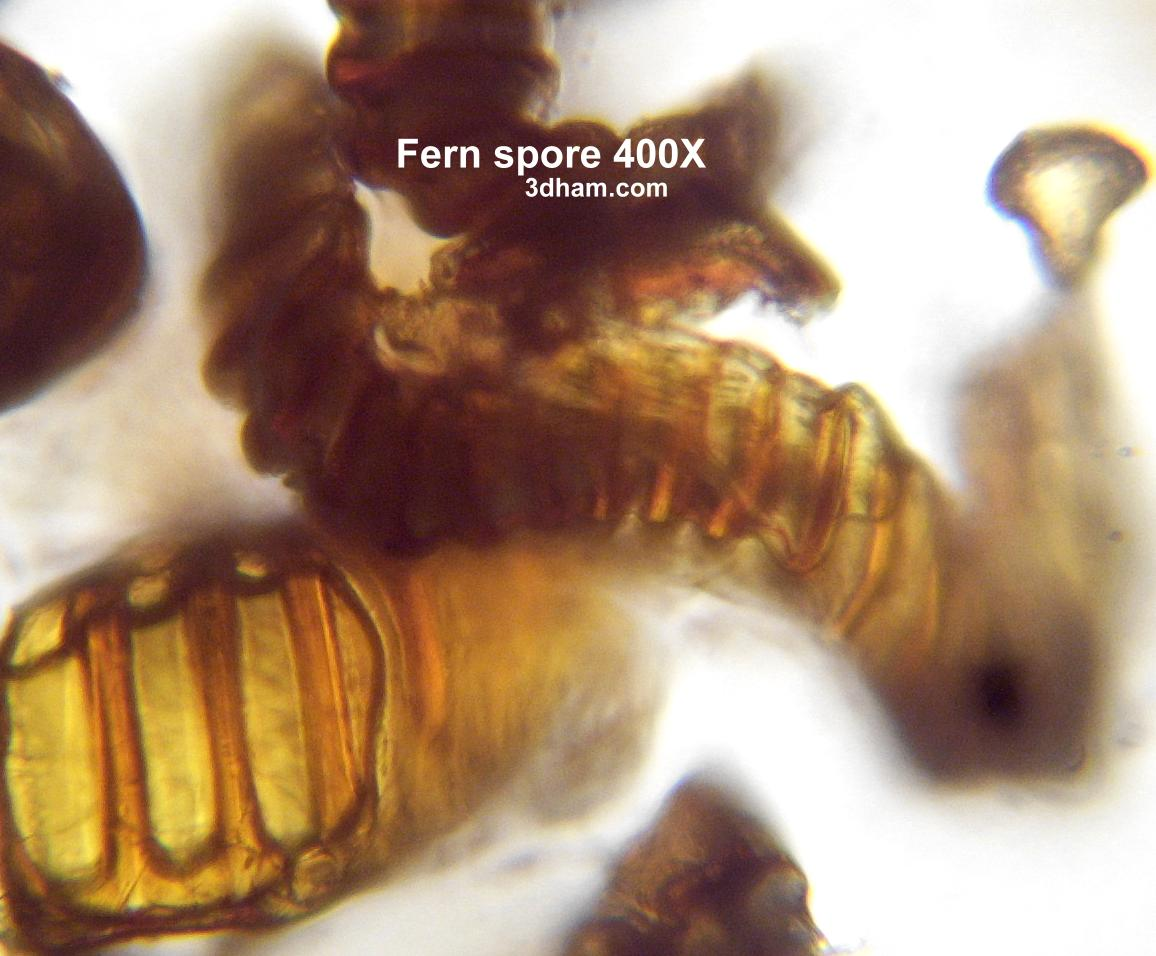
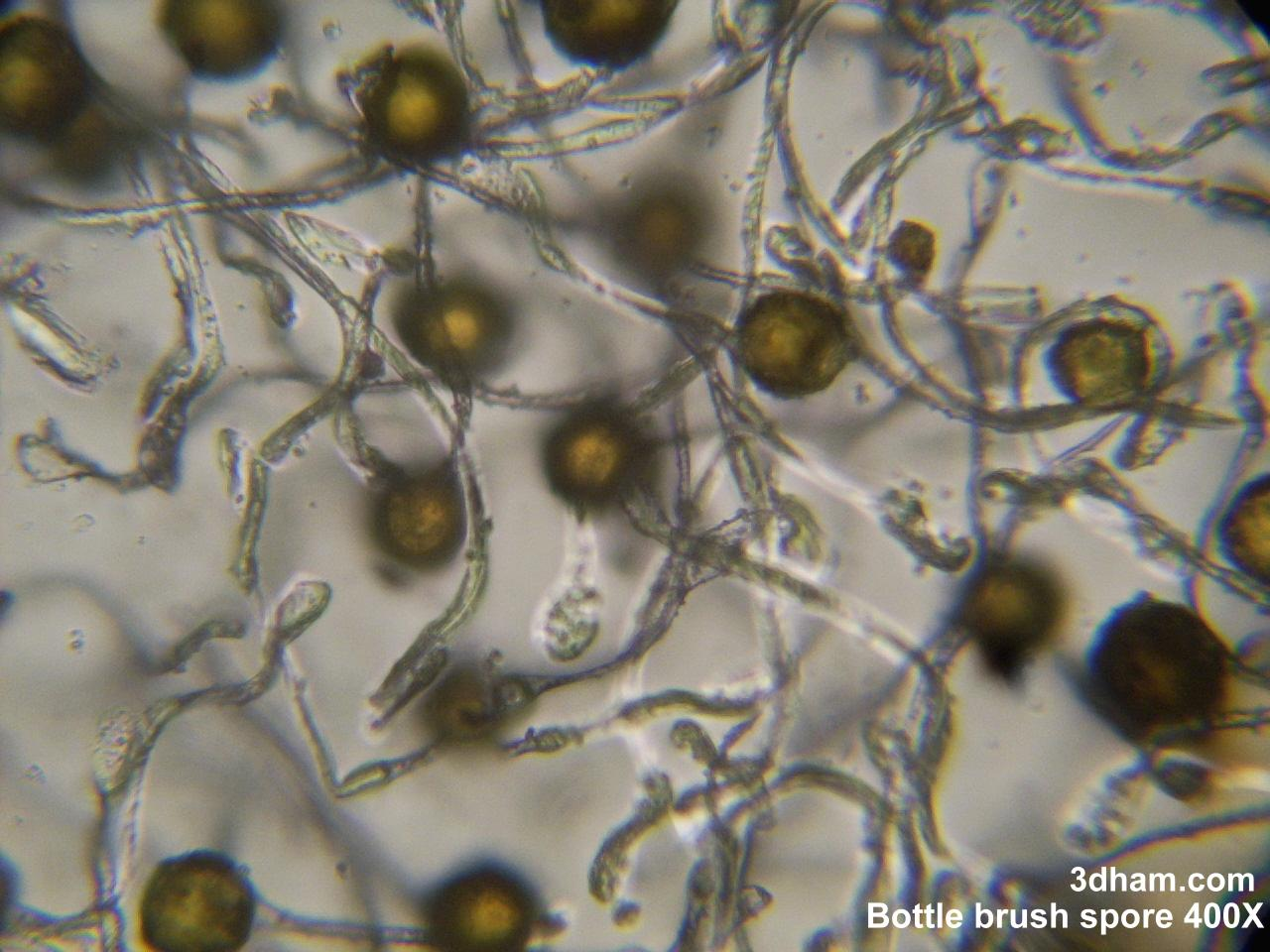